# Champvert
Champvert és un municipi francès, situat al departament del Nièvre i a la regió de Borgonya - Franc Comtat. L'any 2007 tenia 828 habitants.

## Demografia

### Població
El 2007 la població de fet de Champvert era de 828 persones. Hi havia 383 famílies, de les quals 114 eren unipersonals (57 homes vivint sols i 57 dones vivint soles), 159 parelles sense fills, 98 parelles amb fills i 12 famílies monoparentals amb fills.
La població ha evolucionat segons el següent gràfic:
Habitants censats

### Habitatges
El 2007 hi havia 434 habitatges, 382 eren l'habitatge principal de la família, 22 eren segones residències i 29 estaven desocupats. 426 eren cases i 8 eren apartaments. Dels 382 habitatges principals, 298 estaven ocupats pels seus propietaris, 76 estaven llogats i ocupats pels llogaters i 8 estaven cedits a títol gratuït; 1 tenia una cambra, 21 en tenien dues, 64 en tenien tres, 149 en tenien quatre i 146 en tenien cinc o més. 316 habitatges disposaven pel capbaix d'una plaça de pàrquing. A 173 habitatges hi havia un automòbil i a 174 n'hi havia dos o més.

### Piràmide de població
La piràmide de població per edats i sexe el 2009 era:
| Homes | Edats   | Dones |
| ----- | ------- | ----- |
| 0     | 95 o +  | 0     |
| 4     | 90 a 94 | 4     |
| 0     | 85 a 89 | 8     |
| 12    | 80 a 84 | 0     |
| 20    | 75 a 79 | 12    |
| 32    | 70 a 74 | 28    |
| 36    | 65 a 69 | 40    |
| 44    | 60 a 64 | 32    |
| 12    | 55 a 59 | 12    |
| 36    | 50 a 54 | 60    |
| 36    | 45 a 49 | 28    |
| 36    | 40 a 44 | 24    |
| 32    | 35 a 39 | 12    |
| 40    | 30 a 34 | 24    |
| 28    | 25 a 29 | 24    |
| 24    | 20 a 24 | 8     |
| 16    | 15 a 19 | 20    |
| 12    | 10 a 14 | 20    |
| 20    | 5 a 9   | 12    |
| 8     | 0 a 4   | 16    |

## Economia
El 2007 la població en edat de treballar era de 508 persones, 348 eren actives i 160 eren inactives. De les 348 persones actives 303 estaven ocupades (162 homes i 141 dones) i 44 estaven aturades (23 homes i 21 dones). De les 160 persones inactives 91 estaven jubilades, 24 estaven estudiant i 45 estaven classificades com a «altres inactius».

### Ingressos
El 2009 a Champvert hi havia 381 unitats fiscals que integraven 806 persones, la mediana anual d'ingressos fiscals per persona era de 17.548 €.

### Activitats econòmiques
Dels 20 establiments que hi havia el 2007, 1 era d'una empresa extractiva, 4 d'empreses de fabricació d'altres productes industrials, 7 d'empreses de construcció, 3 d'empreses de comerç i reparació d'automòbils, 1 d'una empresa d'hostatgeria i restauració, 1 d'una empresa financera, 1 d'una empresa de serveis i 2 d'empreses classificades com a «altres activitats de serveis».
Dels 7 establiments de servei als particulars que hi havia el 2009, 3 eren guixaires pintors, 1 fusteria, 1 electricista i 2 perruqueries.
L'únic establiment comercial que hi havia el 2009 era una botiga de material esportiu.
L'any 2000 a Champvert hi havia 20 explotacions agrícoles que ocupaven un total de 2.208 hectàrees.

## Equipaments sanitaris i escolars
El 2009 hi havia una escola elemental integrada dins d'un grup escolar amb les comunes properes formant una escola dispersa.

## Poblacions més properes
El següent diagrama mostra les poblacions més properes.